# سحر دولتشاهي
سحر دولتشاهي (بالفارسية: سحر دولتشاهی)  مواليد 8 أكتوبر 1979 في طهران، ممثلة إيرانية في مجال التلفزيون والمسرح، تخرجت من قسم الأدب المسرحي والانتقالي باللغة الفرنسية، تم ترشيحها لجائزة أفضل ممثلة في احتفال بيت السينما الرابع عشر، وفازت بجائزة أفضل ممثلة في فيلم سينمائي في النسخة الثالثة والثلاثين لمهرجان الفجر السينمائي.[بحاجة لمصدر] أحد أشهر الأفلام التي شاركت بها فيلم أربعاء سوري من إخراج أصغر فرهادي.

## روابط خارجية
- سحر دولتشاهي على موقع IMDb (الإنجليزية)
- سحر دولتشاهي على موقع قاعدة بيانات الأفلام العربية
- سحر دولتشاهي على موقع ألو سيني (الفرنسية)
- سحر دولتشاهي على موقع أول موفي (الإنجليزية)
- سحر دولتشاهي على موقع قاعدة بيانات الفيلم (الإنجليزية)
- سحر دولتشاهي على موقع كينوبويسك (الروسية)